# Амблар-Дон
Амбла̀р-До̀н (на италиански и на местен диалект: Amblar-Don) е община в Северна Италия, автономна провинция Тренто, автономен регион Трентино-Южен Тирол. Административен център на общината е село Дон (Don), което е разположено на 980 m надморска височина. Населението на общината е 523 души (към 2015 г.).
Общината е създадена в 1 януари 2016 г. Тя се състои от двете предшествуващи общини Амблар и Дон, които сега са най-важните центрове на общината.